# Modello del Duomo di Pavia

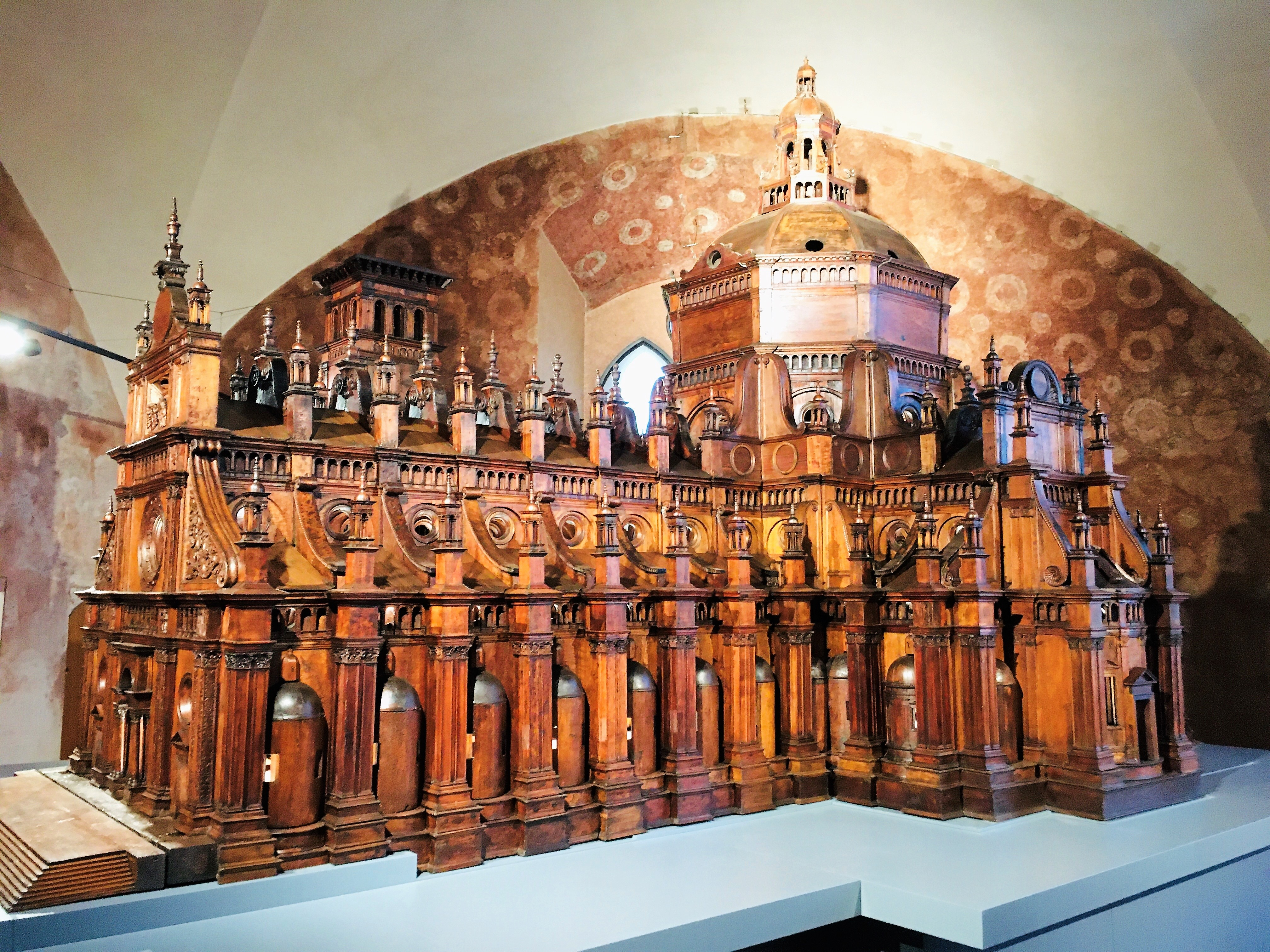
Il modello

Il modello del duomo di Pavia è un modello ligneo rinascimentale conservato presso i musei Civici di Pavia.

## Storia
Il primo progetto del duomo venne realizzato da Giovanni Antonio Amadeo e Cristoforo Rocchi tra il 1487 e il 1488, ma il vescovo di Pavia, Ascanio Sforza (fratello di Ludovico il Moro) richiese a Donato Bramante un nuovo progetto, aderente ai nuovi canoni rinascimentali (quali la cupola centrale e la pianta a croce greca della cattedrale) che si stavano ormai imponendo nel ducato di Milano. Nel 1497, con la morte del Rocchi, e il ritorno dell’Amadeo (aiutato da Gian Giacomo Dolcebuono) alla direzione dei lavori, venne commissionato all’ebanista Giovanni Pietro Fugazza, il modello, che doveva recepire sia la proposta dell’Amadeo (la pianta longitudinale della cattedrale,i contrafforti esterni, le edicole rampanti), sia i progetti del Bramante (la cupola, le grandi absidi laterali) e le indicazioni emerse dalla visita al cantiere della cattedrale di Francesco di Giorgio Martini e Leonardo da Vinci del 1490. Nel 1497 il modello venne posto in una sala presso la cancelleria del vescovado, tuttavia fu ultimato solo più tardi: pare infatti che inizialmente il modello venne realizzato seguendo il progredire dei lavori del duomo, aggiungendo, ogni volta che il cantiere cresceva, nuovi elementi. Solo intorno al 1501, quando vennero chiamati due intagliatori locali (Giacomo del Maino e Agostino Bigarelli) il modello venne ultimato. Nel 2021 il modello è stato sottoposto a un intervento di restauro ed è stato collocato su di una nuova base luminosa che permette ai visitatori di osservare i dettagli interni del modello.

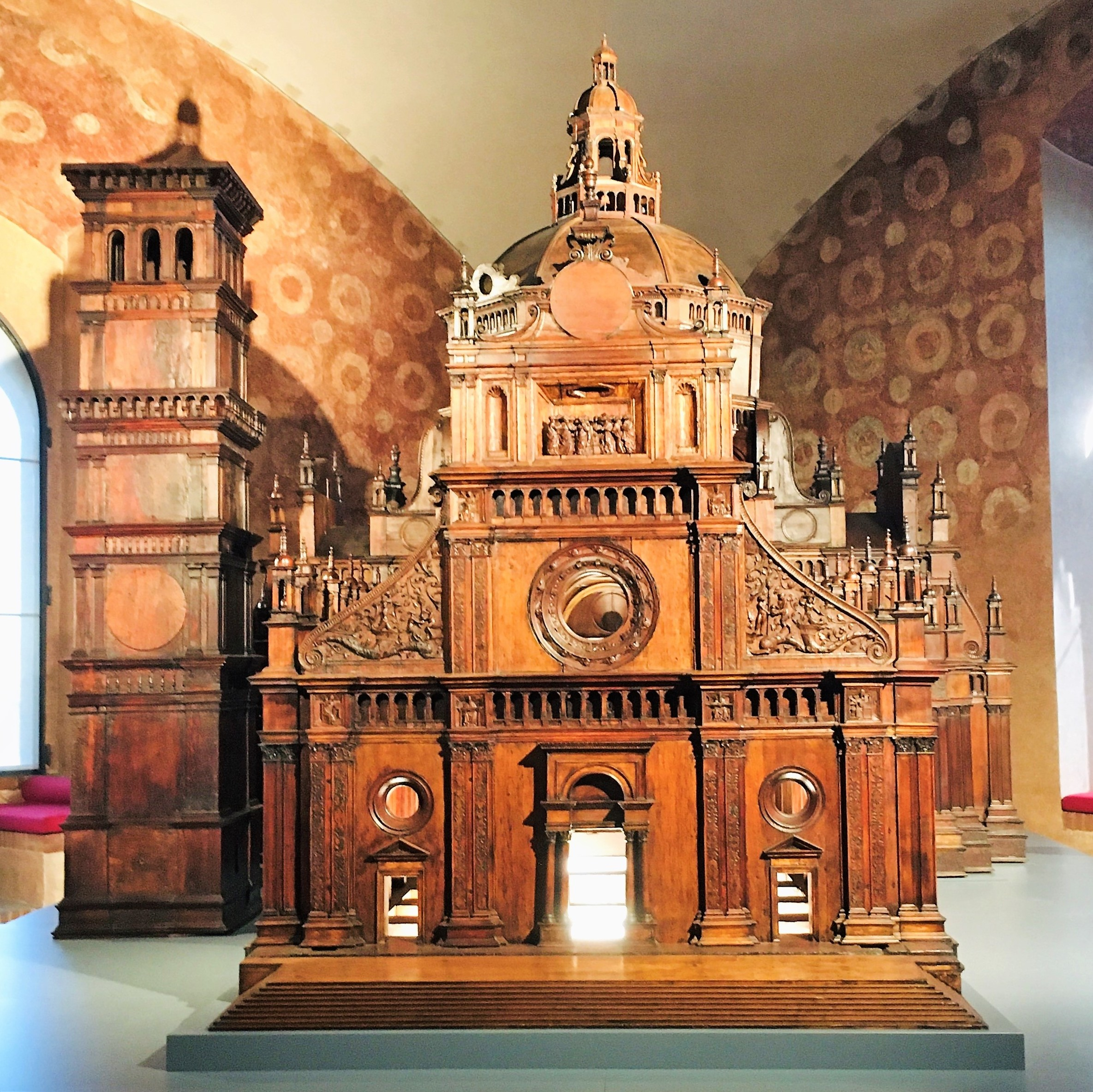
La facciata
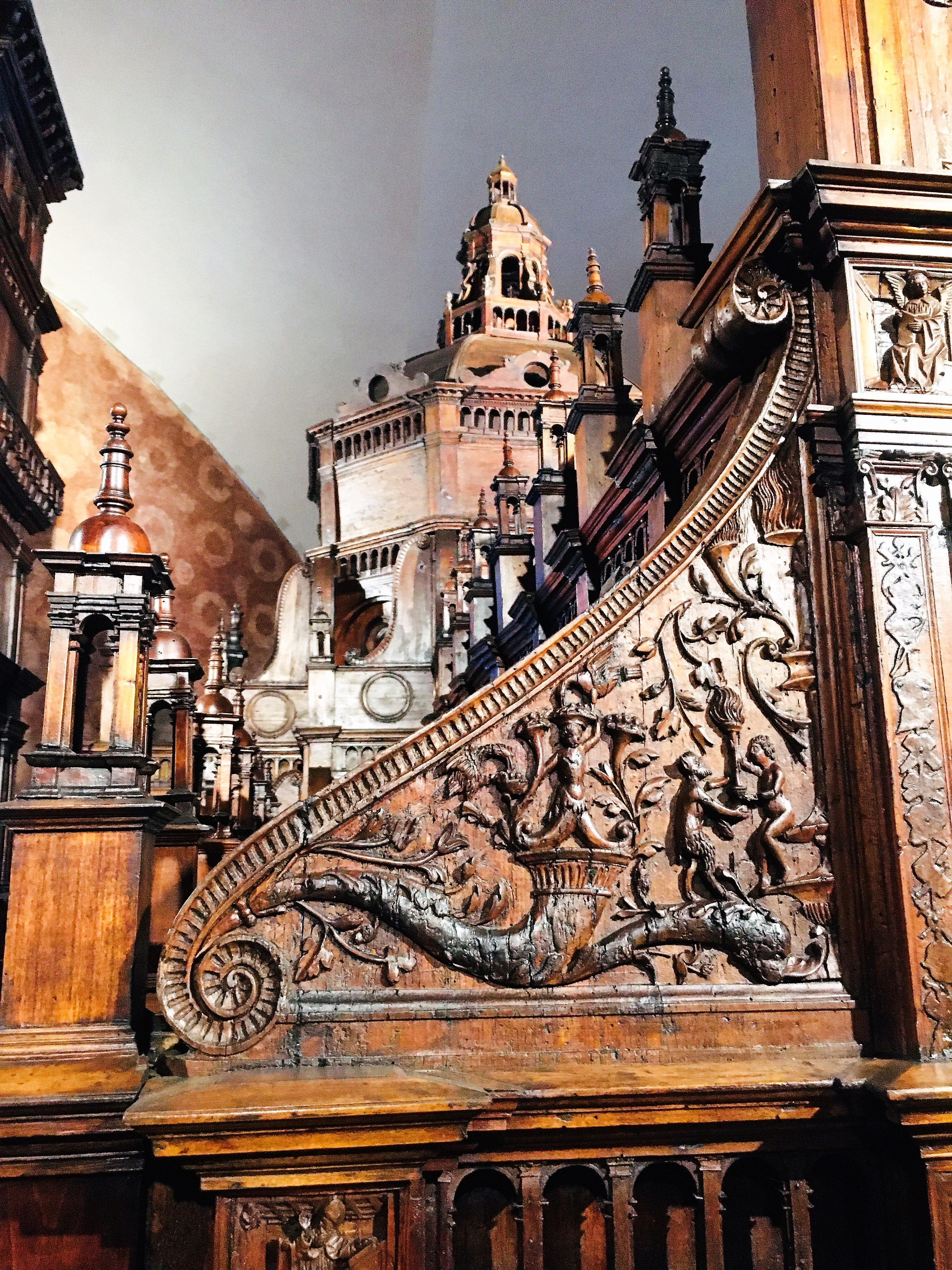
Dettaglio della facciata
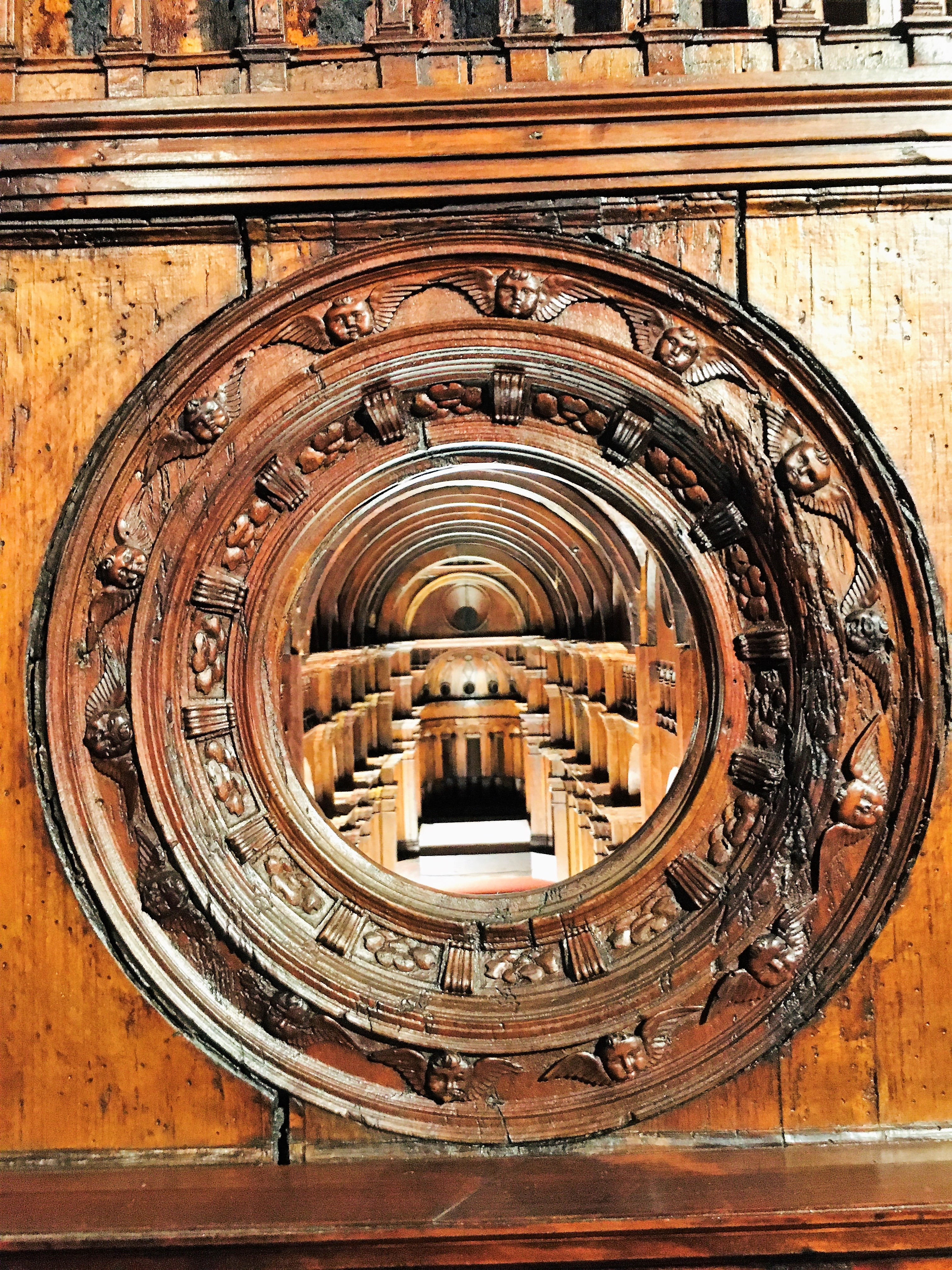
L'interno visto dal rosone
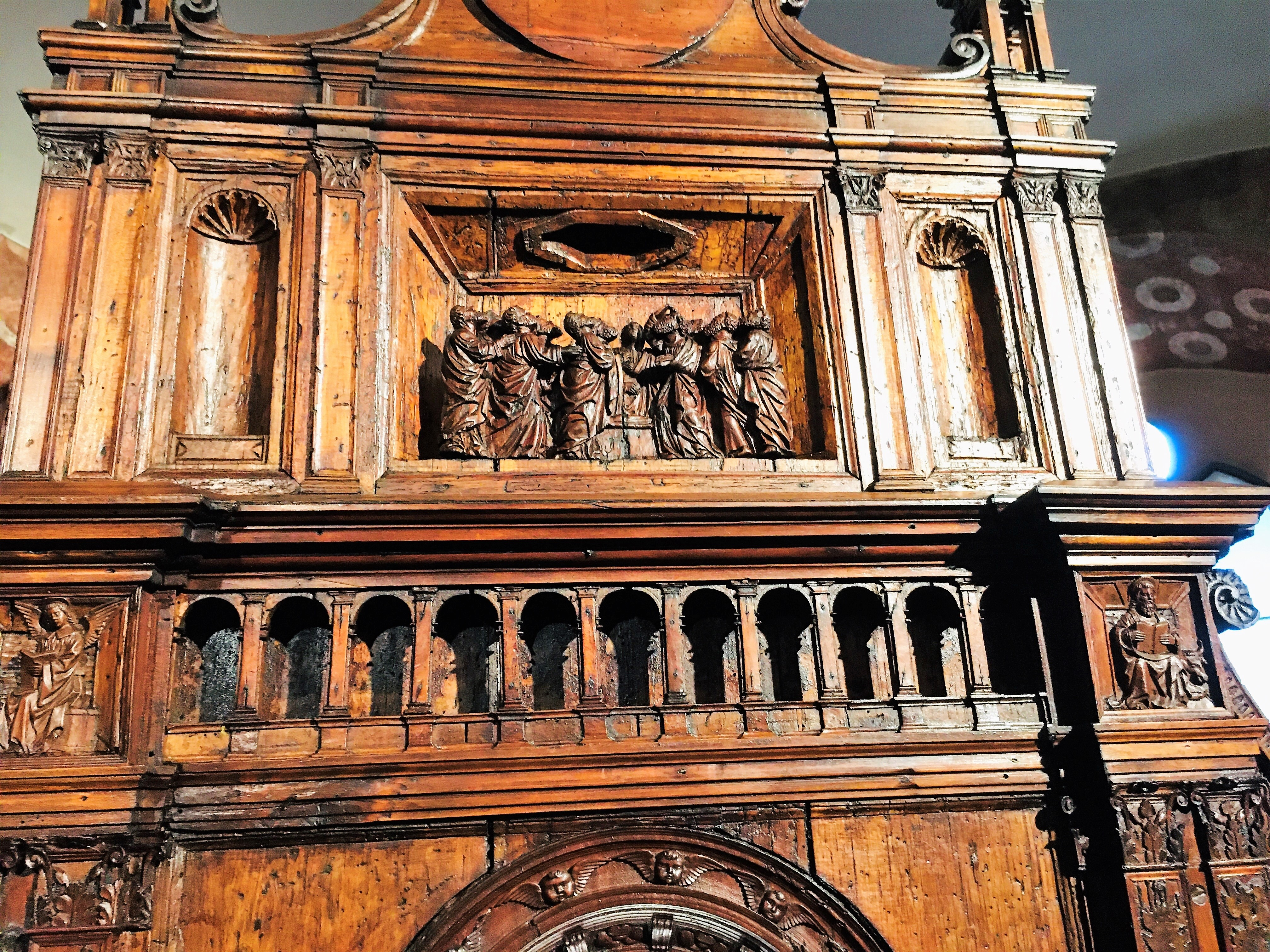
Dettaglio della facciata
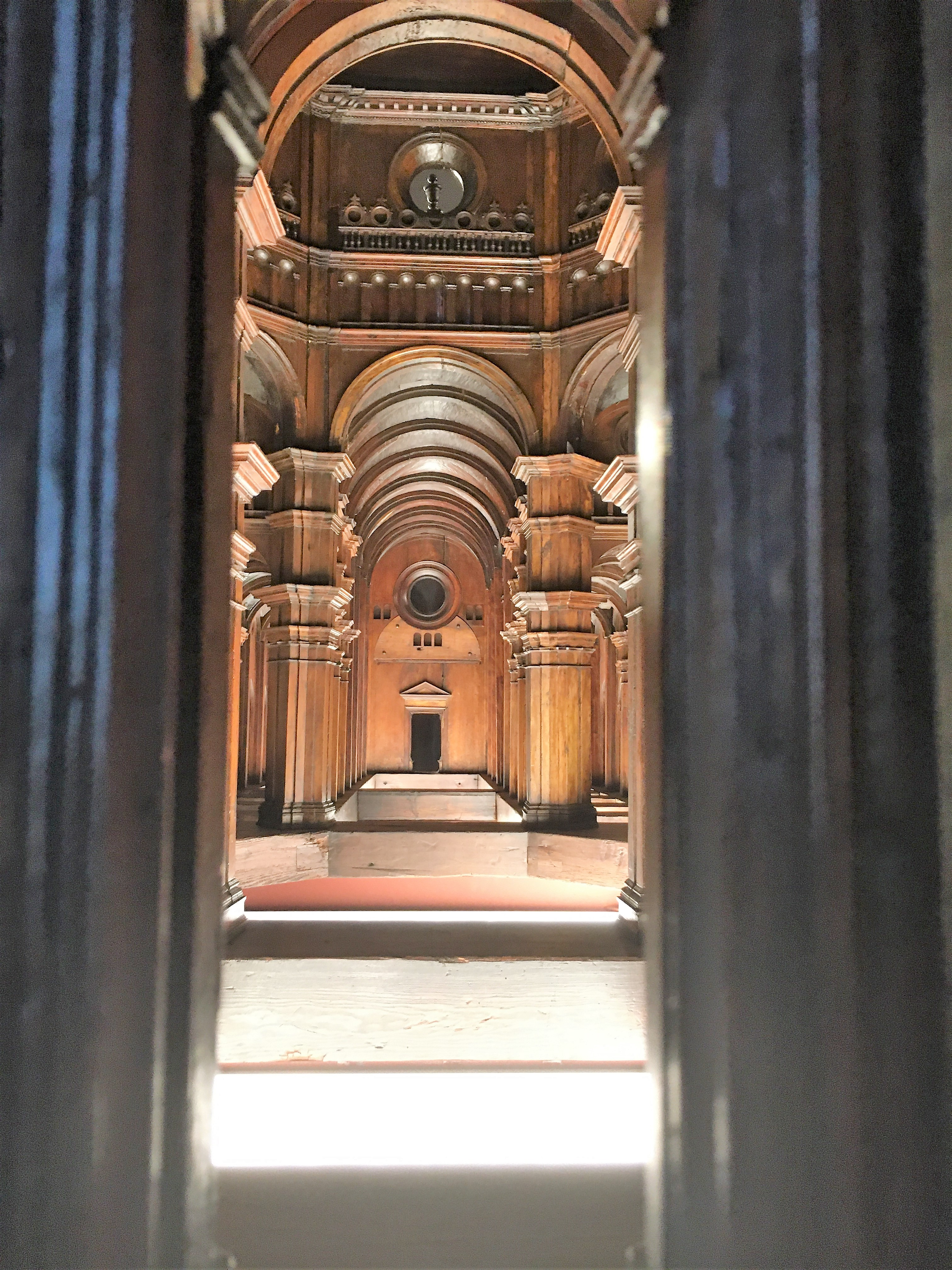
L'interno
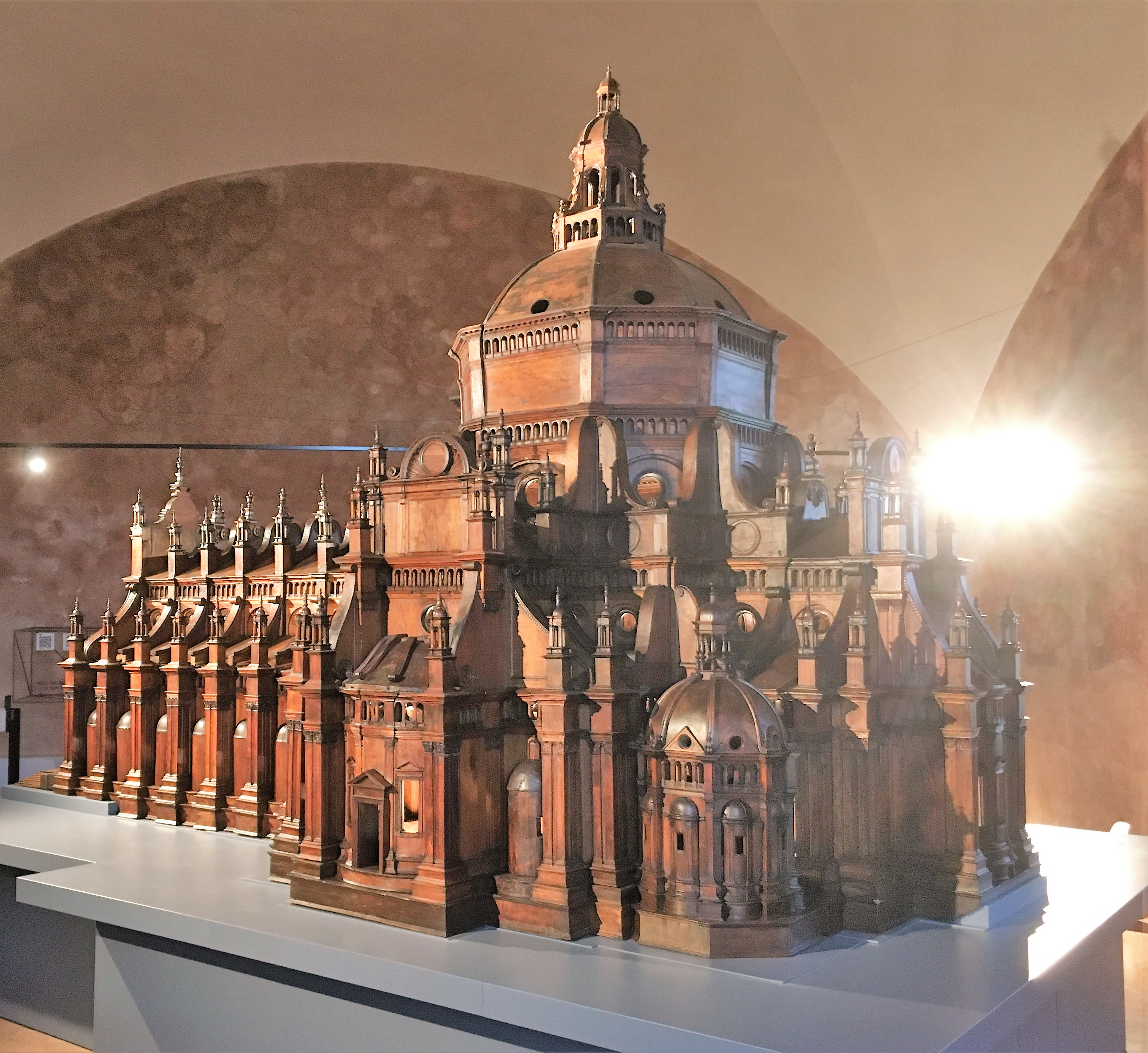
L'abside

## Descrizione
Il modello è di grandi dimensioni: è lungo infatti più di cinque metri, largo 3,64 metri e alto 3,64 metri. La sua struttura è formata da oltre 500 elementi, realizzati in diverse essenze: cipresso, frassino, rovere e noce, uniti da incastri. La particolarità del modello è che non solo riproduce gli elementi architettonici della cattedrale, quali la grande cupola su tamburo (terminate in un lanternino) o i contrafforti, le gallerie e le grandi colonne dell’interno della cattedrale, ma anche i dettaglia decorativi, come i portali dotati di protiro su colonne binate, il rosone (decorato con busti di angeli) o la grande formella della facciata, nella quale è raffigurata l’assunzione della Vergine e gli apostoli.